# Флавий Гауденций
Вижте пояснителната страница за други личности с името Гауденций.
Флавий Гауденций (на латински: Flavius Gaudentius или само Gaudentius; † 432 г.) е баща на известния римски военачалник (magister militum) Флавий Аеций. Той е по рождение скит, вероятно от Дакия. Гауденций служи при източноримския император Теодосий I против узурпатор Евгений (Флавий Евгений; + 6 септември 394 г.).
Когато синът му Флавий Аеций се ражда през 396 г., Гауденций служи като magister equitum, или магистър на кавалерията, началник на конницата при император Хонорий. През 420 г. е магистер милитум на Западната Римска империя. Гауденций служи при узурпатор Йоан. Когато Йоан е убит през 425 г., Гауденций служи при Гала Плацидия и нейния син император Валентиниан III. Гауденций служи като magister militum от 421 г. до неговата смърт през 432 г.